# William James Linton
William James Linton (7 de diciembre de 1812 - 29 de diciembre de 1897) fue un grabador nacido en Inglaterra y nacionalizado estadounidense, pintor de paisajes, botánico amateur, reformador político, y autor de memorias, novelas, poesía y de no ficción.

## Biografía
Nació en Mile End, Londres, su familia se mudó a Stratford, Essex en 1818; y fue educado en la Escuela Chigwell Grammar, una institución fundada a principios del siglo XVII donde asistieron muchos de los hijos de Essex y de la ciudad de Londres de clase media.
A sus dieciséis años, fue aprendiz del grabador en madera George Wilmot Bonner (1796-1836). Su primera obra conocida se encuentra en Martin & Westall Pictorial Illustrations of the Bible, de 1833. Y ascendió rápidamente a un lugar entre los más destacados grabadores de madera de la época. Después de trabajar como grabador oficial con dos o tres empresas, perdió su dinero en una colección barata política llamada "National," y escribiendo la biografía de Thomas Paine, y se asoció, en 1842 con John Orrin Smith. La firma fue inmediatamente contratada en la Illustrated London News, en ese momento proyectada. Al año siguiente Orrin Smith falleció, y Linton, que se había casado con una hija de Thomas Wade, editor de Bell's Weekly Messenger, resultando en sí mismo el único responsable de un negocio en el que dos familias eran dependientes.

## Educación política y activismo
Durante años, se involucró con los problemas políticos y sociales europeos de la época, participando activamente en la propaganda republicana. En 1844 tuvo una prominente acción al exponer la violación por parte del Correo postal inglés, de la correspondencia de Giuseppe Mazzini. Esto llevó a una amistad con ese revolucionario italiano, y Linton se lanzó con ardor a la política europea. Llevó la primera esquela de felicitaciones, de los obreros ingleses, al Gobierno provisional de Francia en 1848. Editó un periódico semanal de dos peniques: The Cause of the People, publicado en la isla de Man, y escribió versos políticos para Dublin Nation, firmando con el pseudónimo "Spartacus." Ayudó a fundar la "International League" de patriotas, y, en 1850, con GH Lewes y Thornton Leigh Hunt, dieron arranque a The Leader, un órgano que, sin embargo, no satisficieron al republicanismo, y de la que poco después se retiró.
Ese mismo año escribió una serie de artículos con propuestas y opiniones de Mazzini en: The Red Republican. En 1852, fijó su residencia en Brantwood, que luego vendió a John Ruskin, y desde allí emitió: The English Republic, primero en forma de folletos semanales y después como una revista mensual: "un exponente de utilidad de los principios republicanos, un registro fiel republicano ef progreso en todo el mundo; un órgano de propaganda y un medio de comunicación para los republicanos activo en Inglaterra." La mayoría de los escritos, que nadie pagaba, eran de su propia pluma, fue abandonado en 1855.
En 1852 también imprimió con circulación privada de un volumen de poemas anónimos titulado: The Plaint of Freedom. Tras el fracaso de su trabajo, volvió a su tarea propia de grabado de madera. En 1857 fallece su esposa, y al año siguiente se casó con Eliza Lynn (luego conocida como Mrs Lynn Linton) y retornaron a Londres. En 1864 se retiró a Brantwood, mientras su mujer permaneció en Londres.

## Emigración a EE. UU.
En 1867, presionado por dificultades financieras, se decidió a probar fortuna en EE. UU., y finalmente se separó de su esposa, con quien, sin embargo, siempre se carteaban con cariño. Con sus hijos se estableció en Appledore, Hamden, Connecticut, donde se instaló con una imprenta de diarios. Allí escribió: Practical Hints on Wood-Engraving (1879), James Watson, a Memoir of Chartist Times (1879), A History of Wood-Engraving in America (1882), Wood-Engraving, a Manual of Instruction (1884), The Masters of Wood-Engraving, para el que hizo dos viajes a Inglaterra en 1890, The Life of Whittier en 1893, y Memories, una autobiografía (1895). Falleció en Hamden, el 29 de diciembre de 1897.

## Legado
Linton fue un hombre singularmente dotado, que, en palabras de su esposa, si él no hubiera mordido la manzana del Mar Muerto de las políticas impracticables, se elevaría más alto en el mundo del arte y de las letras. Como grabador en madera alcanzó el punto más alto de ejecución en su propia línea. Continuó la tradición de Bewick, luchando por la inteligente frente a la simple excelencia de la manipulación en el uso del grabado, y defendió el uso de la "línea blanca", así como de la negra, creyendo como el crítico John Ruskin (1819–1900), que la primera era la más verdadera y mostrando más expresión estética en la madera de bloque impresa sobre papel.
- La abreviatura «Linton» se emplea para indicar a William James Linton como autoridad en la descripción y clasificación científica de los vegetales.[1]